# Шарлота Луиза фон Лайнинген-Дагсбург-Харденбург
Шарлота Луиза фон Лайнинген-Дагсбург-Харденбург (на немски: Charlotte Luise zu Leiningen-Dagsburg-Hartenburg (Hardenburg); * 2 октомври 1652; † 6 юни 1713) е графиня от Лайнинген-Дагсбург-Харденбург и чрез жентиба графиня на Сайн-Витгенщайн-Хоенщайн-Фалендар.
Тя е дъщеря на граф Фридрих Емих фон Лайнинген-Дагсбург-Харденбург (1621 – 1698) и съпругата му графиня Сибила фон Валдек-Вилдунген (1619 – 1678), дъщеря на граф Кристиан фон Валдек-Вилдунген (1585 – 1637) и графиня Елизабет фон Насау-Зиген (1584 – 1661).
Тя умира на 6 юни 1703 г. на 49 години.

## Фамилия
Шарлота Луиза се омъжва 1671 г. за граф Фридрих Вилхелм фон Сайн-Витгенщайн-Хоенщайн-Фалендар (* 20 ноември 1647; † 10 ноември 1685), син на граф Йохан VIII фон Сайн-Витгенщайн-Хоенщайн (1601 – 1657) и графиня Анна Августа фон Валдек-Вилдунген (1608 – 1658). Те имат осем деца:
- Анна Августа Сибила (* 1672; †?)
- Кристина Луиза (* 1673; † 25 февруари 1745), омъжена I. на 13 февруари 1692 г. за граф Йохан Антон фон Лайнинген-Вестербург († 2 октомври 1698), II. за Йохан Якоб Бирбрауер († 1735)
- Шарлота (* 1675; †?)
- Йохан Фридрих (* 1676; † 27 април 1718), граф на Сайн-Витгенщайн-Фалендар, женен 1699 г. за графиня Мария Анна фон Визер (* 4 февруари 1675; † 8 октомври 1759)
- Шарлота (* 1675; †?)
- Шарлота (* 1677; † 1680)
- Конкордия (* 1679; † 6 юни 1709), омъжена 1703 г. във Вайлбург за граф Август фон Сайн-Витгенщайн-Хоенщайн († 27 август 1735)
- Карл Хайнрих (* 1681; † 1708) убит в Рисел
- Шарлота (* 1682; † октомври 1710)